# Rin Morita
Rin Morita (japanisch 森田 凜 Morita Rin; * 14. Februar 2002 in Tokushima, Präfektur Tokushima) ist ein japanischer Fußballspieler.

## Karriere
Rin Morita erlernte das Fußballspielen in CSP Soccer Academy sowie in der Jugendmannschaft von Tokushima Vortis. Hier unterschrieb er am 1. Februar 2020 seinen ersten Profivertrag. Der Verein aus Tokushima, einer Stadt in der gleichnamigen Präfektur, spielte in der zweiten japanischen Liga. In seiner ersten Profisaison wurde er in der Liga nicht eingesetzt. Am 1. Februar 2021 wechselte er auf Leihbasis zum Viertligisten Nara Club. Ende 2022 feierte er mit Nara die Meisterschaft der Liga und den Aufstieg in die dritte Liga. Für Nara bestritt er 41 Ligaspiele. Zu Beginn der Saison 2023 wechselte er ebenfalls auf Leihbasis zum Drittligisten FC Ryūkyū. Sein Drittligadebüt gab Rin Morita am 4. März 2023 (1. Spieltag) im Heimspiel gegen Vanraure Hachinohe. Bei dem 1:0-Erfolg stand er in der Startelf und wurde in der 69. Minute gegen Keiji Kagiyama ausgewechselt. Bis Anfang September 2023 bestritt er 13 Drittligaspiele. Am 5. September 2023 wechselte er ebenfalls auf Leihbasis zum Drittligisten Nara Club. Hier bestritt er 21 Ligaspiele. Nach der Ausleihe wurde er am 1. Februar 2025 fest von Nara unter Vertrag genommen.

## Erfolge
Nara Club
- Japanischer Viertligameister: 2022  ▲